# سد هویتس
سد هویتس (به اسپانیایی: Presa Luis Donaldo Colosio) یک سد در مکزیک است که در سینالوآ واقع شده‌است.